# Coordenadoria de Recursos Especiais
Pour les articles homonymes, voir CORE.

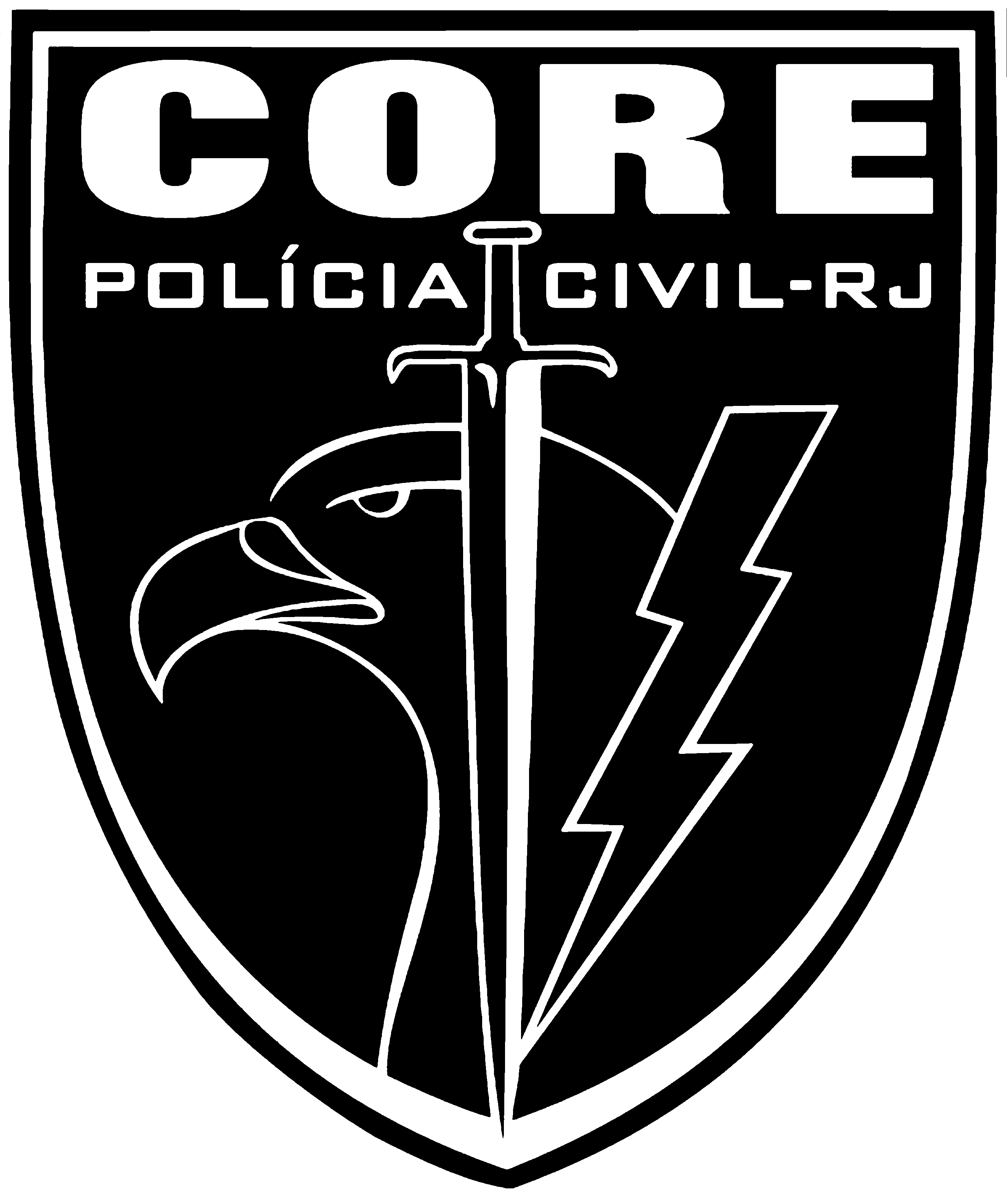
Insigne de la CORE

La Coordenadoria de Recursos Especiais (CORE, français : Coordination des ressources spéciales) est une unité SWAT au sein de la police civile de l'État de Rio de Janeiro au Brésil créée le 4 juillet 1969.

## Histoire
L'unité est originaire du Groupe des Opérations Spéciales (Grupo de Operações Especiais - GOE), créé par le Secrétariat de la sécurité publique de l'État de Guanabara, par décret "E", n ° 947, du 4 juillet 1969, institué par l'inspecteur de police Joseph Paulo Boneschi (son premier chef), en réponse aux vagues de terrorisme politique dans le pays, avec de graves menaces, en particulier sur la population civile. 
Le premier groupe, composé de personnel et d'experts nécessaires pour véritablement soutenir les agents de police à partir d'autres unités de l'État, devait avoir un esprit d'équipe de haut niveau, la maîtrise des techniques pour désactiver et démanteler des dispositifs d'explosifs, une grande connaissance des armes et savoir utiliser ces connaissances, avec la maîtrise dû à leur formation dans les techniques d'escalade, les opérations héliportables et les arts martiaux. 
Le succès de ce premier groupe composé de douze hommes, a conduit le gouvernement a décidé de l'étendre et le décret d'août 1971 créé le Bureau des opérations spéciales (Serviço de Operações Especiais - SERESP), désormais composé de trente-huit policiers formés au technique commande et de parachutisme et autres techniques de combat, soumis au surintendant de la police de sécurité (SSP) auprès de la Direction générale des enquêtes spéciales (Departamento Geral de Investigações Especiais - DGIE) de la police civile. La SERESP a été la première unité de police de Brésil à former des tireurs d'élite et, à cette fin, a reçu sept fusils Winchester M70 équipés de lunette de visée. 
Puis, après la fusion de l'État de Guanabara à celui de l'État de Rio de Janeiro, l'unité prit le nom de Division des Opérations Spéciales (Divisão de Operações Especiais - DOE), puis de Coordination de l'Intelligence et de soutien de la Police (Coordenadoria de Inteligência e Apoio Policial - CINAP) pour devenir la Coordination des ressources spéciales (Coordenadoria de Recursos Especiais - CORE).

## Missions
- Opérations contre le crime organisé
- Arrestations à haut risque
- Gestion et libération des prises d'otages
- Escort des personnalités et VIP à haut risque
- Opération anti-terrorisme
- Opérations de sauvetage en général, y compris les catastrophes sur la population civile

## Armements légers
- Pistolets Taurus
- Pistolets Glock
- Pistolets Colt
- Heckler & Koch MP5
- Colt M16A2
- Heckler & Koch G3

## Galerie

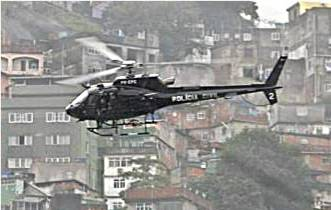
Hélicoptère Esquilo
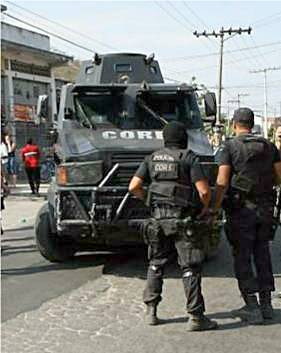
Véhicule blindé
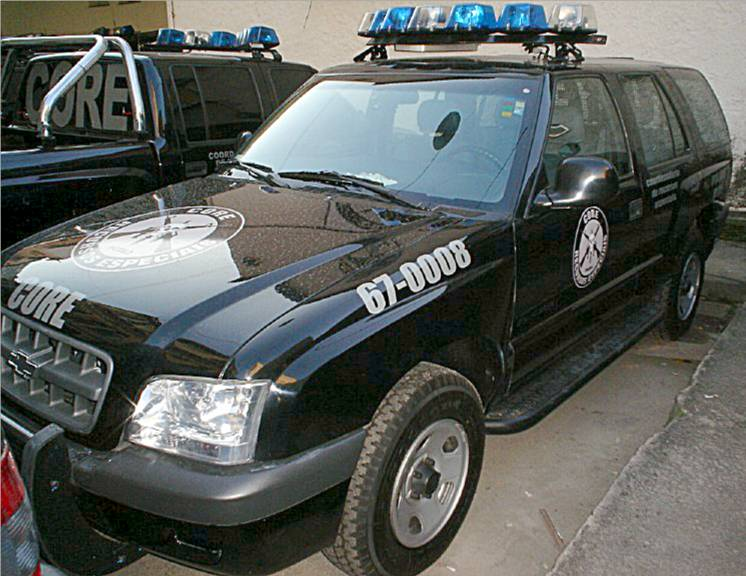
Voiture de police
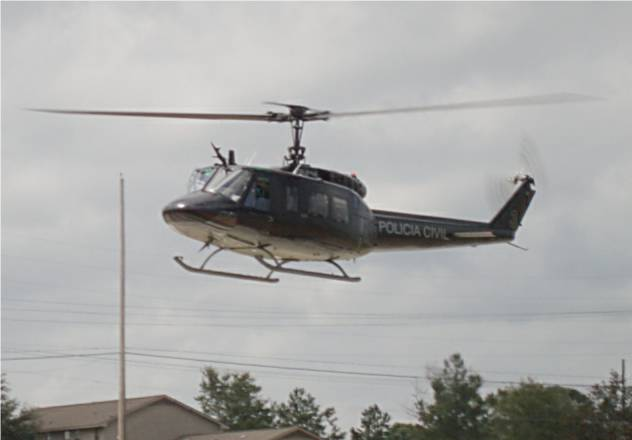
Hélicoptère Bell Huey II

## Sources
- (pt) Cet article est partiellement ou en totalité issu de l’article de Wikipédia en portugais intitulé « Coordenadoria de Recursos Especiais » (voir la liste des auteurs).